# Saszan
Saszan, pseudonimo di Roksana Pindor (Żyrardów, 1º agosto 1994), è una cantante polacca.

## Biografia
Saszan ha iniziato a pubblicare cover sul suo canale YouTube nel 2013, che ha attirato l'attenzione dell'etichetta My Music, facente parte della famiglia della Sony Music Entertainment Poland, con la quale ha firmato un contratto discografico nello stesso anno. A settembre 2014 è uscito il suo album di debutto RSP, che è entrato nella classifica polacca alla 2ª posizione. Il successo del disco le ha fruttato un premio per l'artista dell'anno allo Young Stars Festival del 2015.
Nel 2016 la cantante ha lasciato la My Music e ha firmato un contratto con la Universal Music Polska. Il 3 marzo 2018 ha partecipato a Krajowe Eliminacje, il programma di selezione del rappresentante polacco per l'Eurovision Song Contest, dove ha presentato il brano Nie chcę ciebie mniej. Si è piazzata 6ª su 10 partecipanti. Nell'ottobre successivo ha pubblicato il suo secondo album, Hologram, che è entrato nella classifica nazionale al 24º posto. Ha nuovamente tentato la selezione eurovisiva polacca due anni dopo partecipando a Szansa na sukces - Eurowizja 2020, senza però qualificarsi dalla semifinale.

## Discografia

### Album
- 2014 – RSP
- 2018 – Hologram

### Singoli
- 2014 – Świat jest nasz
- 2014 – Wybrałam
- 2015 – Proste słowa
- 2016 – Dizzy
- 2017 – 8 Miejsc
- 2017 – Do mnie mów
- 2018 – Nie chcę ciebie mniej
- 2018 – Zabierz mnie stąd
- 2019 – Wystarczy (con Michał Szczygieł)
- 2019 – Remedium
- 2019 – Last Christmas
- 2020 – Fala